# Барнор Брайт
Барнор Брайт Егір (англ. Barnor Bright Egir; нар. 15 серпня 1994, Аккра, Гана) — ганський футболіст, півзахисник МФК «Миколаїв».

## Життєпис
Народився 15 серпня 1994 року в Аккрі — столиці Гани. Раніше виступав у ганських футбольних клубах. Улітку 2016 рок перебував на перегляді у «Скалі», під час якого взяв участь у декількох контрольних матчах. 18 серпня 2016 року підписав контракт зі стрийською командою. За «Скалу» дебютував 3 вересня 2016 року у виїзному поєдинку проти рівненського «Вереса». Проте під час зимової перерви всі гравці стрийської команди отримали статус вільних агентів, в тому числі й Барнор Брайт.
На початку березня 2017 року на правах вільного агента перейшов до рівненського «Вереса»

## Стиль гри
Барнор Брайт Erip — різноплановий футболіст. Може грати як на позиції центрального нападника, так і на позиції опорного півзахисника. За потреби може виконувати функції крайнього півзахисника. Гравець відзначається високою працездатністю й витривалістю та футбольним інтелектом.